# Guillermo Perrín
Guillermo Perrín y Vico (Málaga, 1857-Madrid, 1923) fue un autor dramático español.

## Biografía
Nacido en 1857 en Málaga, era hermano del actor Antonio Perrín y sobrino del también actor Antonio Vico. Estudió el bachillerato en Valencia y la licenciatura de Derecho en Madrid.

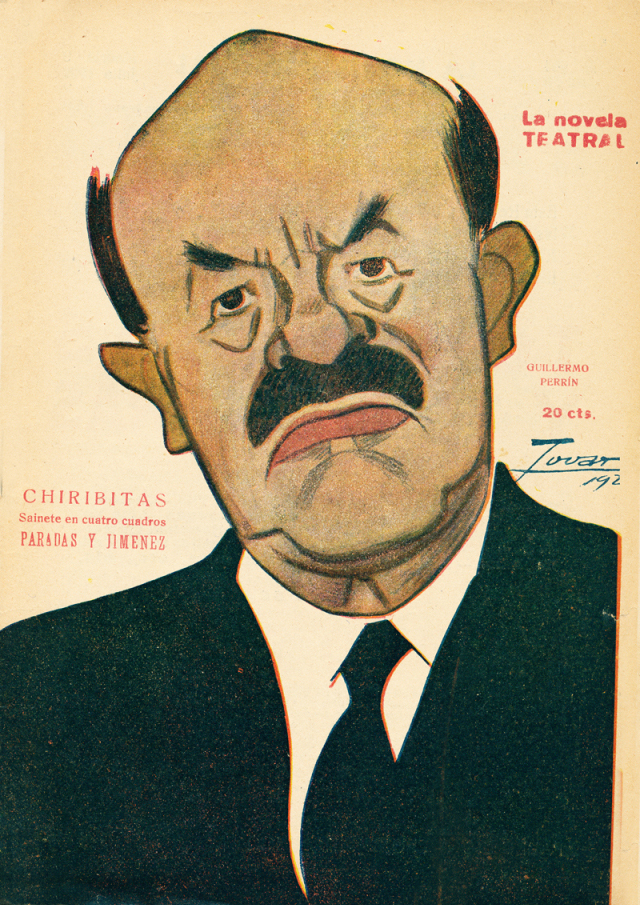
Caricaturizado por Tovar (1922)

Desde muy joven se consagró al teatro, creando, casi siempre en colaboración con Miguel de Palacios, los libretos de más de cien zarzuelas, algunas de las cuales con los años se representaron centenares de veces en España y América. Era de ingenio fácil y de indiscutible vis cómica, diestro en la técnica teatral. 
Piezas exclusivamente suyas son Católicos y hugonotes (estrenada en el teatro Martín de Madrid en 1879), Los empecinados, Colgar el hábito, El gran turco, El faldón de la levita, La esquina del Suizo, Cambio de habitación, Mundo demonio y carne, Manomanía musical...
En colaboración con Miguel Palacios obtuvo grandes éxitos con zarzuelas como El barbero de Sevilla, Bohemios, El gaitero, Pepe Gallardo, La torre del oro, Cinematográfico nacional, La generala, La corte de Faraón o Tierra del sol. Además de zarzuela, también escribieron revistas como Certamen nacional y Cuadros disolventes.
Falleció el 8 de diciembre de 1923. En la prensa se mencionaba a José Tellaeche como su hijo político.